# Chaetothyriales
Chaetothyriales M.E. Barr – rząd grzybów z klasy Eurotiomycetes.

## Systematyka i nazewnictwo
Pozycja w klasyfikacji według Index Fungorum: Chaetothyriales, Chaetothyriomycetidae, Eurotiomycetes, Pezizomycotina, Ascomycota, Fungi.
Według aktualizowanej klasyfikacji Index Fungorum bazującej na Dictionary of the Fungi do rzędu Chaetothyriales należą:
- rodzina Chaetothyriaceae Hansf. ex M.E. Barr 1979
- rodzina Coccodiniaceae Höhn. ex O.E. Erikss. 1981
- rodzina Cyphellophoraceae Réblová & Unter. 2013
- rodzina Epibryaceae S. Stenroos & Gueidan 2014
- rodzina Herpotrichiellaceae Munk 1953
- rodzina Lyrommataceae Lücking 2008
- rodzina Microtheliopsidaceae O.E. Erikss. 1981
- rodzina Paracladophialophoraceae Crous 2018
- rodzina Pyrenotrichaceae Zahlbr. 1926
- rodzina Strelitzianaceae Crous & M.J. Wingf. 2015
- rodzina Trichomeriaceae Chomnunti & K.D. Hyde 2013
- rodzaje incertae sedis